# Машеви
Машеви (пол. Maszewy, нім. Maxkeim) — село в Польщі, у гміні Бартошиці Бартошицького повіту Вармінсько-Мазурського воєводства.
Населення — 188 осіб (2011).

## Демографія
Демографічна структура станом на 31 березня 2011 року:
|          | Загалом | Допрацездатний вік | Працездатний вік | Постпрацездатний вік |
| -------- | ------- | ------------------ | ---------------- | -------------------- |
| Чоловіки | 91      | 13                 | 67               | 11                   |
| Жінки    | 97      | 18                 | 53               | 26                   |
| Разом    | 188     | 31                 | 120              | 37                   |